# Ambovombe
Ambovombe, grad na jugu Madagaskara sa 63 032 stanovnika u provinciji Toliara, upravno središte pokrajine Androi i distrikta Ambovombe Androi. Skoro svi stanovnici pripadnici su malgaškog naroda Antandroi.

## Povijest
Naselje se počelo formirati u doba francuske kolonijalne uprave na početku 20. stoljeća, kad je izgrađen prvi ured regionalne uprave (1907. – 1908.)) i redarstvena vojarna (1913.). Tad su se i ljudi iz okoline počeli naseljavati u sve većem broju. Iste godine izgrađena je i prva bolnica i prva osnovna škola. Godine 1917. podignuta je zgrada regionalne uprave (koja je i danas u uporabi), a u grad su došli prvi luteranski misonari. Oni su od 1923. do 1928. godine gradili svoju crkvu. Od 1920. u gradu djeluje i Katolička crkva, koja pripada dijecezi Tolanaro.
Za francuske uprave izgrađen je veliki broj betonskih bunara, tako je grad i dobio ime jer na malgaškom njegovo ime znači mjesto mnogih bunara.
Ambovombe i cijelu Pokrajinu Androi pogodila je 1942. velika suša koja je uzrokovala glad, od koje su umrle tisuće ljudi. Velika poplava zbog ciklona pogodila je grad 1951. kad je teško oštećena državna cesta broj 13, a brojni stanovnici ostali su bez domova. U Ambovombeu je 1971. godine osnovan pokret MONIMA za borbu protiv regionalne neravnoteže i gospodarske i fizičke izolacije juga koji je poveo i oružani ustanak koji je nasilno ugušen, a njegove vođe pobijene ili deportirane. Od 1986. godine, zbog teške gospodarske situacije u okolnim selima pojačalo se naseljavanje u grad, tad je izgrađeno puno divljih četvrti po periferiji. Ambovombe je 1991. – 1992. ponovno pogodila velika glad, uzrokovana velikom sušom i jakim vjetrovima koji su stvorili velike pješčane dine oko grada i smanjili ionako malo obradivih količina tla. Tad je intervenirala malgaška vlada i UN-ova organizacija WPF (Svjetski program za hranu) organiziravši pomoć stanovništvu. Grad je nastradao i 1994. godine kad ga je pogodio uragan Geralda koji je uzrokovao velike poplave.
U Ambovombeu se održava svake godine krajem listopada glazbeni festival Androi, na kojem se okupe brojni sudionici i gledatelji iz cijele Pokrajine Androi.

## Zemljopisna i klimatska obilježja
Ambovombe leži u unutrašnjosti otoka, na nadmorskoj visini od 250 m. On je udaljen desetak km od Indijskog oceana, a od grada Tolanara oko 110 km u pravcu istoka državnom cestom br. 13. Od glavnog grada Antananariva udaljen je 983 km. Kraj oko Ambovombea je vrlo negostoljubiv, to je pješčana ravnica puna vapnenačkih stijena i kaktusa s rijetkim pojasima škrte trave i plodne zemlje.
Prosječna maksimalna temperatura je najviša u veljači, 31 °C. Lipanj i srpanj su najhladniji, s temperaturom oko 21 °C. Maksimalna prosječna godišnja temperatura je 28 °C dok je minimalna temperatura oko 17 °C.
Zbog polusušne klime i skromnih vodotoka u okolini, svako malo iskrsnu teškoće glede opskrbe vodom. U prosjeku padne samo 600 mm kiše godišnje u Pokrajini Androi, i to samo 75 dana. Osam mjeseci, od ožujka do listopada traje suša. Tako svi vodotoci presuše (uključujući i rijeke Manambovo i Mandrare), ali i svi bunari plići od 100 m. Za ekstremnih suša pomre velika količina stoke, od koje živi većina stanovnika i tad nastupi epidemija gladi.

## Gospodarstvo
Ambovombe je veoma siromašan grad u kojem je većina aktivnosti vezana uz stočarstvo, uzgoj zebua i nešto malo poljoprivrede. Grad ima i tri mala hotela.
Svakog ponedjeljka u gradu se održava veliki stočni sajam, najveći na jugu zemlje, poznat po velikoj ponudi zebua.

## Vanjske poveznice
- Etude socio-anthropologique de la ville d’Ambovombe[neaktivna poveznica]
- Alliance française d'Ambovombe (Madagascar)